# راي فرانكوفسكي
راي فرانكوفسكي (بالإنجليزية: Ray Frankowski)‏ هو لاعب كرة قدم أمريكية أمريكي، ولد في 14 سبتمبر 1919 في شيكاغو في الولايات المتحدة، وتوفي في 27 نوفمبر 2001 في لاغونا نيغويل في الولايات المتحدة.

## وصلات خارجية
- راي فرانكوفسكي على موقع مرجع كرة القدم المحترفة.كوم (الإنجليزية)